# Telica (volcán)
El Telica es un volcán ubicado en el departamento de León, Nicaragua. Se ubica en la Cordillera de los Maribios; tiene 1060 metros de altura sobre el nivel del mar. Se llama así por estar cerca del municipio del mismo nombre.
Es un cono cinerítico complejo de varios cráteres superpuestos, el más reciente de los cuales ha estado lanzando esporádicas lluvias de arenas en forma intermitente. Los piroclastos oxidados que recubren las faldas del volcán le dan un color herrumbroso; las laderas carentes de vegetación están socavadas por profundad cárcavas, como si una gigantesca zarpa hubiera arañado las pendientes del volcán; también se observan antiguas coladas de lava muy alteradas que descienden por la pendiente suroriental.
Una de estas coladas llega hasta la carretera León-Chinandega. El Telica está montado sobre la entabladura de un volcán aún más viejo que asoma hacia el este, el Listón (800 m) que presenta un pequeño cráter semiderruido. Al pie del conjunto se encuentran las fumarolas de San Jacinto y Santa Clara; ha hecho erupción frecuentemente, entre otros en los años 1982, 1986, 1994, 1998 y 1999. La última erupción era en 2008.
El volcán Telica inició actividad en mayo del 2015 y ha continuado la última explosión fue el 29 de noviembre de 2015 considerada la más fuerte y violenta. Cubrió el cielo de todo occidente por varios minutos. La ceniza cayó en grandes cantidades que en menos de un minuto. Las calles estaban totalmente cubiertas de cenizas. El volcán ha lanzado grandes piedras y sigue haciendo explosiones. El 26 de junio de 2018, a las 7:08. a. m. el volcán lanzó una columna de humo de 500 metros, lanzando también fragmentos de roca, material arenoso y gases.

## Volcán

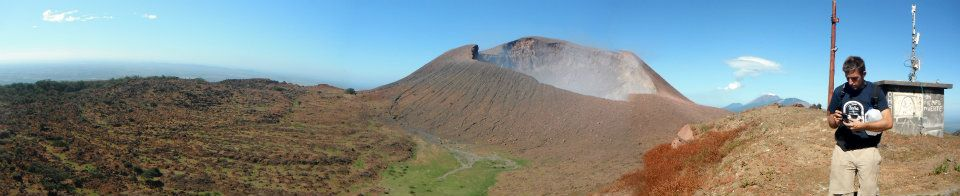
El volcán después de la erupción.